# Oxypoda
Oxypoda es un género de escarabajos de la familia Staphylinidae.

## Especies
- Oxypoda abdominalis
- Oxypoda acuminata
- Oxypoda acutior
- Oxypoda acutissima
- Oxypoda advena
- Oxypoda aegyptiaca
- Oxypoda afimbriata
- Oxypoda agitata
- Oxypoda ahalensis
- Oxypoda ahirica
- Oxypoda albanica
- Oxypoda almorensis
- Oxypoda alni
- Oxypoda alternans
- Oxypoda altissima
- Oxypoda amabilis
- Oxypoda ambigena
- Oxypoda amica
- Oxypoda amicta
- Oxypoda amplipalpis
- Oxypoda ancilla
- Oxypoda andalusica
- Oxypoda andigena
- Oxypoda andina
- Oxypoda anmamontis
- Oxypoda annapurnensis
- Oxypoda annularis
- Oxypoda antegranulosa
- Oxypoda antennata
- Oxypoda apennina
- Oxypoda apicalis
- Oxypoda arabs
- Oxypoda aranensis
- Oxypoda arborea
- Oxypoda arcticola
- Oxypoda articollis
- Oxypoda arverna
- Oxypoda asiatica
- Oxypoda assimilis
- Oxypoda assingi
- Oxypoda astricta
- Oxypoda atrata
- Oxypoda atratula
- Oxypoda atricolor
- Oxypoda attenuata
- Oxypoda aulica
- Oxypoda aydinica
- Oxypoda bacillum
- Oxypoda bahaliana
- Oxypoda bandukensis
- Oxypoda barbarica
- Oxypoda barrosi
- Oxypoda beesoni
- Oxypoda beijingensis
- Oxypoda bhairava
- Oxypoda bicolor
- Oxypoda bicoloriventris
- Oxypoda bicornuta
- Oxypoda biformis
- Oxypoda bimaculata
- Oxypoda bimicrospinosa
- Oxypoda birmana
- Oxypoda bisinuata
- Oxypoda bissica
- Oxypoda bistirpata
- Oxypoda bonariensis
- Oxypoda bosnica
- Oxypoda brachati
- Oxypoda brachyptera
- Oxypoda brendelli
- Oxypoda breviantennata
- Oxypoda breviata
- Oxypoda brevicornis
- Oxypoda brevipennis
- Oxypoda brunnea
- Oxypoda bucacoensis
- Oxypoda burlangana
- Oxypoda caeca
- Oxypoda caespita
- Oxypoda californica
- Oxypoda cameroni
- Oxypoda campestris
- Oxypoda canadensis
- Oxypoda canariensis
- Oxypoda carbonaria
- Oxypoda carinata
- Oxypoda cartusiana
- Oxypoda castanea
- Oxypoda caucasica
- Oxypoda cavazzutii
- Oxypoda cephalina
- Oxypoda cernua
- Oxypoda certata
- Oxypoda chakratiensis
- Oxypoda championi
- Oxypoda chantali
- Oxypoda chetra
- Oxypoda chinensis
- Oxypoda cingulum
- Oxypoda clavata
- Oxypoda clavigera
- Oxypoda coiffaiti
- Oxypoda collaris
- Oxypoda columbica
- Oxypoda complicata
- Oxypoda confundibilis
- Oxypoda congesta
- Oxypoda connexa
- Oxypoda consimilis
- Oxypoda consobrina
- Oxypoda constricta
- Oxypoda contempta
- Oxypoda contraria
- Oxypoda convergens
- Oxypoda cooteri
- Oxypoda cooteriana
- Oxypoda coprophila
- Oxypoda crassiuscula
- Oxypoda cretica
- Oxypoda cristae
- Oxypoda cristata
- Oxypoda cruda
- Oxypoda cuneiceps
- Oxypoda dabamontis
- Oxypoda dabicola
- Oxypoda dalmatina
- Oxypoda dama
- Oxypoda daxuana
- Oxypoda daxuemontis
- Oxypoda decessa
- Oxypoda decipiens
- Oxypoda decorella
- Oxypoda deductor
- Oxypoda defossa
- Oxypoda demissa
- Oxypoda densa
- Oxypoda deprehendens
- Oxypoda depressipennis
- Oxypoda determinata
- Oxypoda deubeli
- Oxypoda dhaulagiricola
- Oxypoda dilatata
- Oxypoda dilatatiapex
- Oxypoda disiuncta
- Oxypoda doderoi
- Oxypoda dohertyi
- Oxypoda domestica
- Oxypoda dubia
- Oxypoda ductifera
- Oxypoda durbanensis
- Oxypoda durga
- Oxypoda effeta
- Oxypoda elata
- Oxypoda elbana
- Oxypoda elongatula
- Oxypoda elusa
- Oxypoda erlangensis
- Oxypoda erlangmontis
- Oxypoda exilis
- Oxypoda exoleta
- Oxypoda expeditionis
- Oxypoda extensiceps
- Oxypoda falcifera
- Oxypoda falcozi
- Oxypoda famula
- Oxypoda fauveli
- Oxypoda fauveliana
- Oxypoda ferruginea
- Oxypoda festiva
- Oxypoda fissa
- Oxypoda flavescens
- Oxypoda flavicornis
- Oxypoda flavissima
- Oxypoda flavocaudata
- Oxypoda flebilis
- Oxypoda flexa
- Oxypoda formiceticola
- Oxypoda formosa
- Oxypoda fortepunctata
- Oxypoda fortuita
- Oxypoda franzi
- Oxypoda franziana
- Oxypoda fraterna
- Oxypoda friebi
- Oxypoda frigida
- Oxypoda frischi
- Oxypoda fulvicollis
- Oxypoda fumaria
- Oxypoda funebris
- Oxypoda fusiformis
- Oxypoda fusina
- Oxypoda fustiger
- Oxypoda gahanensis
- Oxypoda gaillardoti
- Oxypoda ganeshica
- Oxypoda gansuensis
- Oxypoda gansuicola
- Oxypoda gaoligongensis
- Oxypoda gardneri
- Oxypoda gatosensis
- Oxypoda giachinoi
- Oxypoda gillerforsi
- Oxypoda gladiatoria
- Oxypoda glenorae
- Oxypoda gnara
- Oxypoda gokanica
- Oxypoda gomerensis
- Oxypoda gonggaensis
- Oxypoda gontarenkoi
- Oxypoda gosainthanensis
- Oxypoda gracilenta
- Oxypoda gracilicornis
- Oxypoda graciliformis
- Oxypoda graeca
- Oxypoda grancanariae
- Oxypoda grandicristata
- Oxypoda guangxiensis
- Oxypoda guanxianensis
- Oxypoda gupta
- Oxypoda gymnica
- Oxypoda haemorrhoa
- Oxypoda haesitans
- Oxypoda hailuogouensis
- Oxypoda hammondi
- Oxypoda han
- Oxypoda hansseni
- Oxypoda hartmanni
- Oxypoda hastata
- Oxypoda hatayana
- Oxypoda hernandezi
- Oxypoda heterogaster
- Oxypoda hiemalis
- Oxypoda hierroensis
- Oxypoda hilaris
- Oxypoda himalayica
- Oxypoda hispanica
- Oxypoda hoelzeli
- Oxypoda hsingicola
- Oxypoda hsuehmontis
- Oxypoda hudsonica
- Oxypoda hydropathica
- Oxypoda idana
- Oxypoda ignorata
- Oxypoda imadatei
- Oxypoda imminuta
- Oxypoda implicata
- Oxypoda implorans
- Oxypoda impressa
- Oxypoda incognita
- Oxypoda incurvata
- Oxypoda induta
- Oxypoda inepta
- Oxypoda inermis
- Oxypoda infissa
- Oxypoda infissoides
- Oxypoda ingens
- Oxypoda inimica
- Oxypoda insinuata
- Oxypoda irrasa
- Oxypoda irrepta
- Oxypoda islandica
- Oxypoda iuvenca
- Oxypoda japonica
- Oxypoda jeanneli
- Oxypoda jiensis
- Oxypoda jiudingensis
- Oxypoda jonica
- Oxypoda judaea
- Oxypoda juncea
- Oxypoda kaohsiungensis
- Oxypoda kaohsiungicola
- Oxypoda kartabensis
- Oxypoda kashmirica
- Oxypoda kaufmanni
- Oxypoda kerkisica
- Oxypoda kirata
- Oxypoda kirghisica
- Oxypoda klausnitzeri
- Oxypoda kobensis
- Oxypoda kuehnelti
- Oxypoda kumariae
- Oxypoda kunmingicola
- Oxypoda kuramotoi
- Oxypoda kuwapanensis
- Oxypoda lacustris
- Oxypoda laeta
- Oxypoda lapponica
- Oxypoda latesentiens
- Oxypoda ledouxi
- Oxypoda leechi
- Oxypoda lehmanni
- Oxypoda lencinai
- Oxypoda lenensis
- Oxypoda lenis
- Oxypoda lentula
- Oxypoda leonhardi
- Oxypoda lesbia
- Oxypoda leucadiana
- Oxypoda levipunctata
- Oxypoda liao
- Oxypoda libanotica
- Oxypoda limbu
- Oxypoda linearis
- Oxypoda lisuconnexa
- Oxypoda liukuensis
- Oxypoda lividula
- Oxypoda loebli
- Oxypoda longicarinata
- Oxypoda longiceps
- Oxypoda longicollis
- Oxypoda longipennis
- Oxypoda longipes
- Oxypoda longiuter
- Oxypoda lucens
- Oxypoda lucidula
- Oxypoda luctifera
- Oxypoda ludgeri
- Oxypoda lugubris
- Oxypoda lurida
- Oxypoda luridipennis
- Oxypoda maculiventris
- Oxypoda madescans
- Oxypoda madgei
- Oxypoda magdalenae
- Oxypoda magnicollis
- Oxypoda magnicornis
- Oxypoda manitobae
- Oxypoda manjushrica
- Oxypoda mansueta
- Oxypoda marginalis
- Oxypoda marginella
- Oxypoda martensi
- Oxypoda masuriana
- Oxypoda meandrifera
- Oxypoda medialobifera
- Oxypoda mediogranulosa
- Oxypoda meifengensis
- Oxypoda meridionalis
- Oxypoda meybohmi
- Oxypoda meybohmiana
- Oxypoda microgranulifera
- Oxypoda microlutea
- Oxypoda microps
- Oxypoda microptera
- Oxypoda mimetica
- Oxypoda mimobisinuata
- Oxypoda minicephala
- Oxypoda minuscula
- Oxypoda minuta
- Oxypoda minutissima
- Oxypoda miranda
- Oxypoda miricornis
- Oxypoda mixta
- Oxypoda mixtoides
- Oxypoda mobilis
- Oxypoda moczarskii
- Oxypoda monacha
- Oxypoda monasterii
- Oxypoda monticola
- Oxypoda monticolides
- Oxypoda montivaga
- Oxypoda moreatica
- Oxypoda morosa
- Oxypoda muscicola
- Oxypoda mutata
- Oxypoda mutatoides
- Oxypoda mutella
- Oxypoda muyupingensis
- Oxypoda nagaidana
- Oxypoda nanlingensis
- Oxypoda nantouensis
- Oxypoda nanwutaiensis
- Oxypoda natalensis
- Oxypoda nelsoni
- Oxypoda nemrutica
- Oxypoda nenkaomontis
- Oxypoda neohsingicola
- Oxypoda nepalensis
- Oxypoda nepaliella
- Oxypoda neutra
- Oxypoda nevadensis
- Oxypoda newari
- Oxypoda nigerrima
- Oxypoda nigra
- Oxypoda nigriceps
- Oxypoda nigricornis
- Oxypoda nigrita
- Oxypoda nigrocincta
- Oxypoda nigrolucens
- Oxypoda nimbata
- Oxypoda nimbicola
- Oxypoda nitescens
- Oxypoda notaticollis
- Oxypoda nova
- Oxypoda nubifera
- Oxypoda nudiceps
- Oxypoda nugax
- Oxypoda numontis
- Oxypoda nutricia
- Oxypoda obliqua
- Oxypoda oblita
- Oxypoda obscoena
- Oxypoda obscurella
- Oxypoda obscuricollis
- Oxypoda obtusa
- Oxypoda oeklandi
- Oxypoda olescans
- Oxypoda opaca
- Oxypoda operta
- Oxypoda orbicollis
- Oxypoda ormana
- Oxypoda orousseti
- Oxypoda paganica
- Oxypoda pallidicornis
- Oxypoda palmensis
- Oxypoda palpalis
- Oxypoda palustris
- Oxypoda parbatensis
- Oxypoda parvioculata
- Oxypoda parvipennis
- Oxypoda patagonica
- Oxypoda peinantamontis
- Oxypoda pekinensis
- Oxypoda penevi
- Oxypoda peregrina
- Oxypoda perexilis
- Oxypoda perita
- Oxypoda personata
- Oxypoda peyerimhoffi
- Oxypoda piceorufa
- Oxypoda piniphila
- Oxypoda platyptera
- Oxypoda plebeia
- Oxypoda pontica
- Oxypoda praecisa
- Oxypoda praecox
- Oxypoda pratensicola
- Oxypoda precaria
- Oxypoda proba
- Oxypoda procerula
- Oxypoda producta
- Oxypoda profuga
- Oxypoda propinqua
- Oxypoda proxima
- Oxypoda pseudoconvergens
- Oxypoda pseudolacustris
- Oxypoda pseudolongipes
- Oxypoda puberula
- Oxypoda pulchricolor
- Oxypoda pulchricornis
- Oxypoda pungens
- Oxypoda punica
- Oxypoda pusilla
- Oxypoda puthzi
- Oxypoda pyrenaica
- Oxypoda qionglaimontis
- Oxypoda queenslandica
- Oxypoda recensa
- Oxypoda recondita
- Oxypoda recta
- Oxypoda referens
- Oxypoda regina
- Oxypoda regressa
- Oxypoda remansa
- Oxypoda remota
- Oxypoda renoica
- Oxypoda renominata
- Oxypoda reyi
- Oxypoda rhododendricola
- Oxypoda rhododendricolides
- Oxypoda robusticornis
- Oxypoda robustior
- Oxypoda rubescans
- Oxypoda rubra
- Oxypoda rufa
- Oxypoda rufoferruginea
- Oxypoda rufomarginella
- Oxypoda rugicollis
- Oxypoda rugifera
- Oxypoda rugulosa
- Oxypoda ruralis
- Oxypoda saanxicola
- Oxypoda sagulata
- Oxypoda salamannai
- Oxypoda saturata
- Oxypoda sauteri
- Oxypoda saxatilis
- Oxypoda scaeva
- Oxypoda schatzmayri
- Oxypoda scheerpeltziana
- Oxypoda schminkei
- Oxypoda schuelkei
- Oxypoda schusteri
- Oxypoda sedula
- Oxypoda segurae
- Oxypoda sejuncta
- Oxypoda seminudiventris
- Oxypoda sericata
- Oxypoda serpentata
- Oxypoda shalulimontis
- Oxypoda shang
- Oxypoda shastrana
- Oxypoda shermathangana
- Oxypoda shimabarana
- Oxypoda shimianensis
- Oxypoda shuteae
- Oxypoda siccensis
- Oxypoda signifera
- Oxypoda silosensis
- Oxypoda simlaensis
- Oxypoda simulans
- Oxypoda sinaiensis
- Oxypoda sinoangulata
- Oxypoda sinoangulatoides
- Oxypoda sinoexilis
- Oxypoda sinofortis
- Oxypoda sinolaminifera
- Oxypoda sinoperexilis
- Oxypoda sinopusilla
- Oxypoda sinosimplex
- Oxypoda sinotibetana
- Oxypoda sirdar
- Oxypoda skalitzkyi
- Oxypoda smetanaiana
- Oxypoda smetanaorum
- Oxypoda smithi
- Oxypoda song
- Oxypoda soror
- Oxypoda sororcula
- Oxypoda spaethi
- Oxypoda specifica
- Oxypoda spectabilis
- Oxypoda speculoclara
- Oxypoda sponsa
- Oxypoda stanleyi
- Oxypoda strandi
- Oxypoda subconformis
- Oxypoda subhsingicola
- Oxypoda subneglecta
- Oxypoda subnitens
- Oxypoda subnitida
- Oxypoda subplicata
- Oxypoda subpolaris
- Oxypoda subrufa
- Oxypoda subsericea
- Oxypoda subspectabilis
- Oxypoda sudra
- Oxypoda sui
- Oxypoda sunpokeana
- Oxypoda superba
- Oxypoda suturalis
- Oxypoda svetana
- Oxypoda sylvia
- Oxypoda taibaimontis
- Oxypoda taichungensis
- Oxypoda taipingensis
- Oxypoda taiwadebilis
- Oxypoda taiwafimbriata
- Oxypoda tarda
- Oxypoda tcheulyensis
- Oxypoda tenerifensis
- Oxypoda tenoensis
- Oxypoda tenuilaminata
- Oxypoda tenuis
- Oxypoda testacea
- Oxypoda tetricula
- Oxypoda teydensis
- Oxypoda tibetana
- Oxypoda tirolensis
- Oxypoda togata
- Oxypoda tortkovacensis
- Oxypoda traegardhi
- Oxypoda traegardhiana
- Oxypoda transgressa
- Oxypoda trapeziceps
- Oxypoda tridentis
- Oxypoda tronqueti
- Oxypoda tropica
- Oxypoda tunisia
- Oxypoda turcica
- Oxypoda uhligi
- Oxypoda ulterior
- Oxypoda uncinata
- Oxypoda uniformis
- Oxypoda ustulata
- Oxypoda vagans
- Oxypoda vancouveri
- Oxypoda verminata
- Oxypoda vicina
- Oxypoda victrix
- Oxypoda vincta
- Oxypoda vittata
- Oxypoda vivida
- Oxypoda vockerothi
- Oxypoda vogeli
- Oxypoda volkeri
- Oxypoda vulnerata
- Oxypoda wankai
- Oxypoda weiratheri
- Oxypoda wickhami
- Oxypoda wunderlei
- Oxypoda xiahensis
- Oxypoda xichangensis
- Oxypoda yakorum
- Oxypoda yonghaensis
- Oxypoda ypsilon
- Oxypoda yuan
- Oxypoda yukonensis
- Oxypoda yunnanensis
- Oxypoda yunnanicola
- Oxypoda zariquieyi
- Oxypoda zealandica
- Oxypoda zhagaensis
- Oxypoda ziyaretica
- Oxypoda zoiai